# Fresnes-en-Saulnois
Fresnes-en-Saulnois és un municipi francès, situat al departament del Mosel·la i a la regió del Gran Est. L'any 2007 tenia 176 habitants.

## Demografia

### Població
El 2007 la població de fet de Fresnes-en-Saulnois era de 176 persones. Hi havia 64 famílies, de les quals 19 eren unipersonals (11 homes vivint sols i 8 dones vivint soles), 15 parelles sense fills i 30 parelles amb fills.
La població ha evolucionat segons el següent gràfic:
Habitants censats

### Habitatges
El 2007 hi havia 76 habitatges, 65 eren l'habitatge principal de la família, 1 era una segona residència i 10 estaven desocupats. 64 eren cases i 12 eren apartaments. Dels 65 habitatges principals, 46 estaven ocupats pels seus propietaris, 14 estaven llogats i ocupats pels llogaters i 5 estaven cedits a títol gratuït; 2 tenien dues cambres, 3 en tenien tres, 11 en tenien quatre i 48 en tenien cinc o més. 55 habitatges disposaven pel capbaix d'una plaça de pàrquing. A 19 habitatges hi havia un automòbil i a 39 n'hi havia dos o més.

### Piràmide de població
La piràmide de població per edats i sexe el 2009 era:
| Homes | Edats   | Dones |
| ----- | ------- | ----- |
| 0     | 95 o +  | 0     |
| 0     | 90 a 94 | 0     |
| 0     | 85 a 89 | 0     |
| 0     | 80 a 84 | 0     |
| 8     | 75 a 79 | 0     |
| 4     | 70 a 74 | 4     |
| 0     | 65 a 69 | 0     |
| 0     | 60 a 64 | 4     |
| 0     | 55 a 59 | 0     |
| 0     | 50 a 54 | 8     |
| 8     | 45 a 49 | 4     |
| 12    | 40 a 44 | 4     |
| 20    | 35 a 39 | 20    |
| 0     | 30 a 34 | 8     |
| 12    | 25 a 29 | 4     |
| 0     | 20 a 24 | 8     |
| 4     | 15 a 19 | 8     |
| 16    | 10 a 14 | 12    |
| 12    | 5 a 9   | 12    |
| 4     | 0 a 4   | 0     |

## Economia
El 2007 la població en edat de treballar era de 115 persones, 91 eren actives i 24 eren inactives. De les 91 persones actives 86 estaven ocupades (50 homes i 36 dones) i 5 estaven aturades (1 home i 4 dones). De les 24 persones inactives 5 estaven jubilades, 12 estaven estudiant i 7 estaven classificades com a «altres inactius».

### Ingressos
El 2009 a Fresnes-en-Saulnois hi havia 69 unitats fiscals que integraven 192 persones, la mediana anual d'ingressos fiscals per persona era de 16.512 €.

### Activitats econòmiques
Dels 6 establiments que hi havia el 2007, 2 eren d'empreses extractives, 2 d'empreses de comerç i reparació d'automòbils i 2 d'empreses de serveis.
L'any 2000 a Fresnes-en-Saulnois hi havia 12 explotacions agrícoles.

## Poblacions més properes
El següent diagrama mostra les poblacions més properes.